# Мексиканский этап FIA WTCC
Мексиканский этап FIA WTCC — одно из официальных соревнований WTCC, в 2005—2009 годах проводившееся на Autódromo Miguel E. Abed, неподалёку от города Пуэбла-де-Сарагоса в Мексике.

## История
Этап проводился в 2005-06 и 2008-09 годах. Первые две гонки проведены в середине сезона — в июне-июле, а последние — в начале соревновательного года — в марте-апреле. Гонка значилась в календаре и в 2007-м, но была отменена из-за проблем с трассой..
Соревнование выпало из календаря по ходу сезона-2010, когда организаторы были вынуждены отменить этап из-за последствий серьёзных наводнений в регионе.
Восемь гоночных заездов в рамках этапа выиграли восемь разных пилоотов. Двумя самыми успешными марками в рамках соревнования являются SEAT и Alfa Romeo, поделившие между собой победы во всех гонках.

## Победители прошлых лет
| Сезон | Пилот                         | Конструктор | Трасса | Статья |
| ----- | ----------------------------- | ----------- | ------ | ------ |
| 2009  | Гонка 1 : Рикард Рюделл       | SEAT        | Пуэбла | Отчёт  |
| 2009  | Гонка 2 : Иван Мюллер         | SEAT        | Пуэбла | Отчёт  |
| 2008  | Гонка 1 : Хорди Жене          | SEAT        | Пуэбла | Отчёт  |
| 2008  | Гонка 2 : Тьягу Монтейру      | SEAT        | Пуэбла | Отчёт  |
| 2006  | Гонка 1 : Сальваторе Тавано   | Alfa Romeo  | Пуэбла | Отчёт  |
| 2006  | Гонка 2 : Августо Фарфус      | Alfa Romeo  | Пуэбла | Отчёт  |
| 2005  | Гонка 1 : Фабрицио Джованарди | Alfa Romeo  | Пуэбла | Отчёт  |
| 2005  | Гонка 2 : Петер Тертинг       | SEAT        | Пуэбла | Отчёт  |